# Gabinete Quebequense da Língua Francesa
O Gabinete Quebequense da Língua Francesa (em francês:  Office québécois de la langue française, OQLF) é uma instituição pública canadiana sediada em Montreal, no Quebeque, que foi fundada a 24 de março de 1961, no mesmo período do Ministério dos Assuntos Culturais do Quebeque (atualmente Ministério da Cultura e das Comunicações do Quebeque). É responsável pela elaboração do Grande Dicionário Terminológico e do Banco de Reparação Linguística.
A Carta da Língua Francesa, adotada pela Assembleia Nacional do Quebeque em 1977, tornou responsável a instituição pela aplicação da política linguística na província do Quebeque. Posteriormente foram criados também o Conselho da Língua Francesa e a Comissão de Toponímia do Quebeque.